# Condenação

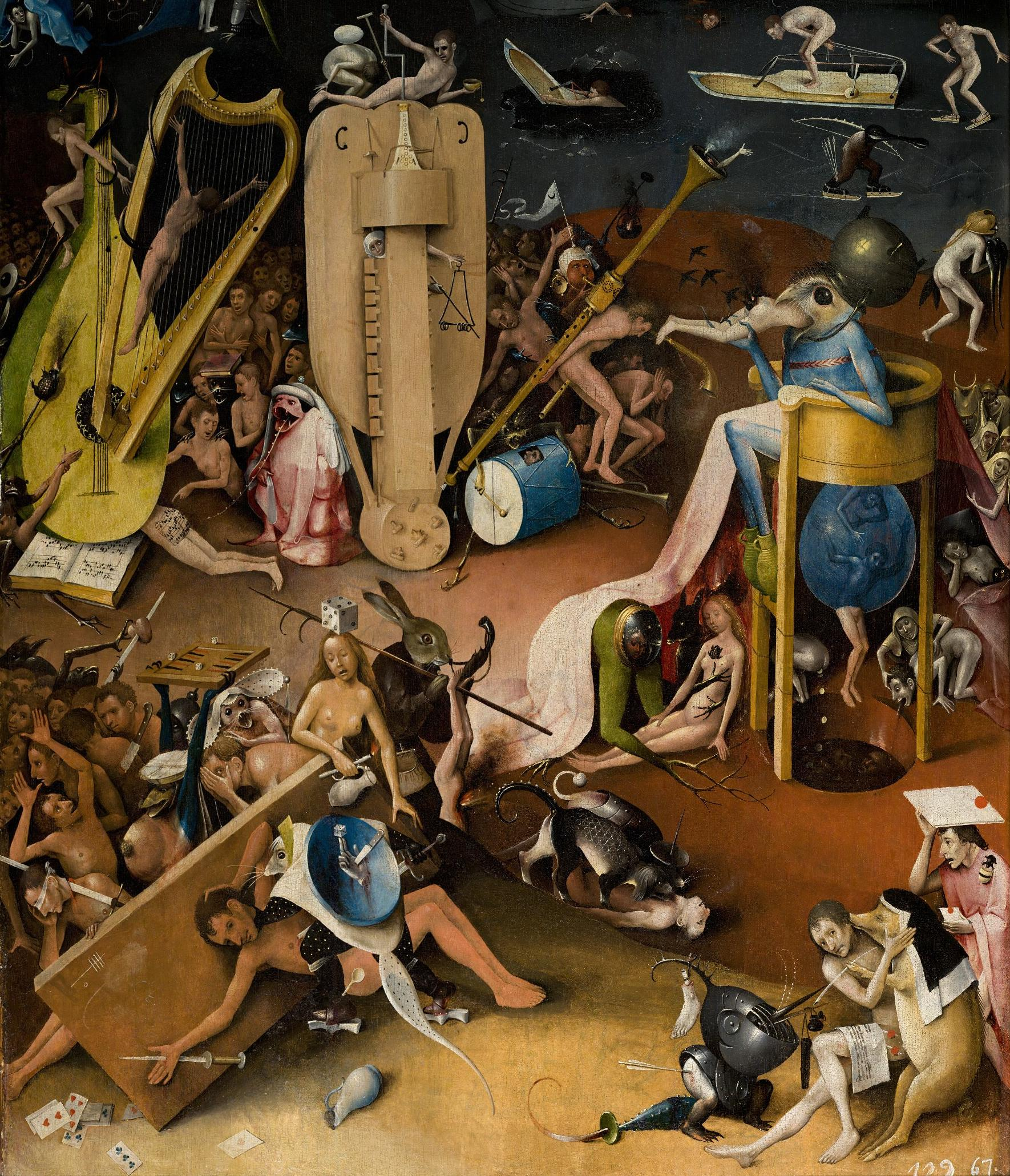
O Inferno representado por Hieronymus Bosch, presente no tríptico O Jardim das Delícias Terrenas.

Condenação ao inferno é, em algumas formas de crenças cristãs ocidentais, a sentença de Deus para as pessoas que escolheram cometer pecados mortais e não se arrepender em vida. A realidade da condenação é vista por muitas pessoas como um motivador para a conversão. Além do sofrimento de estar eternamente separado de Deus, a Bíblia comumente representa a danação como o incessante tormento no fogo. É importante distinguir a diferença entre castigo (um ato temporário para corrigir) e condenação (a realidade daqueles que escolheram estar para sempre afastados de Deus).

## Agostinho e o Pelagianismo
Agostinho sugere que a condenação vem da fraqueza da alma (liberdade) e não do corpo, que já é impuro, imperfeito. Ocorre porque Adão e Eva sucumbiram ao pecado, ao orgulho, ao amor próprio e não ao amor a Deus. Deste modo, o pecado original tem para Agostinho um caráter hereditário, toda a humanidade recebeu o pecado através deles. E eis que surge então a questão do Pelagianismo. Pelágio (360-435) vê no pecado original uma espécie de exemplo a não ser seguido, o que faria com que a salvação dependesse exclusivamente do ser humano. Agostinho discorda e vê nesse entendimento pelagianista uma espécie de presunção humana, na medida em que ela nega o caráter salvador de Jesus Cristo. O corpo apresentaria os sintomas de um problema que está na alma, e tal fato decorre da liberdade humana e não de uma falha do Criador.